# God Bless Tiny Tim
Albums de Tiny Tim
Tiny Tim's Second Album
(1968)
God Bless Tiny Tim est le premier album studio de Tiny Tim commercialisé en 1968. Sa principale particularité est le fait que certaines des chansons ici présentes sont des reprises de standards de l'ère du gramophone. Tiny Tim n'est aucunement le compositeur d'une des chansons présentes sur l'album, mais il s'illustre tout particulièrement dans cette œuvre en mêlant falsetto et chant baryton, accompagné de son ukulélé et d'un orchestre.
L'album fut produit par Richard Perry, qui avait produit le premier album de Captain Beefheart : Safe As Milk et qui sera par la suite amené à produire Diana Ross, Harry Nilsson, Rod Stewart et Ringo Starr. Les arrangements sont d'Artie Butler.

## Titres
1. Welcome to my Dream (Jimmy Van Heusen, Johnny Burke) – 1:28
2. Tip-Toe Thru' The Tulips with Me (Al Dubin, Joe Burke) – 1:51
3. Livin' in the Sunlight, Lovin' in the Moonlight (en) (Al Lewis (en), Al Sherman) – 2:14
4. On the Old Front Porch (Bobby Heath, Arthur Lange) – 3:33
5. The Viper (Norman Blagman) – 2:05
6. Stay Down Here Where You Belong (en) (Irving Berlin) – 3:10
7. Then I'd Be Satisfied with Life (George M. Cohan) – 2:39
8. Strawberry Tea (Gordon Alexander) – 3:18
9. The Other Side (Bill Dorsey) – 4:32
10. Ever Since You Told That You Love Me (I'm a Nut) (Edgar Leslie, Grant Clarke (en), Jean Schwartz) – 2:42
11. Daddy, Daddy, What is Heaven Like? (Art Wayne) - 2:22
12. The Coming Home Party (Diane Hildebrand (en), Jack Keller (en)) - 3:02
13. Fill Your Heart (Biff Rose, Paul Williams) - 3:08
14. I Got You Babe (Sonny Bono) - 2:12
15. This Is All I Ask (Gordon Jenkins) – 3:22